# Сан Марино на Светском првенству у атлетици на отвореном 2022.
Сан Марино је учествовао на 18. Светском првенству у атлетици на отвореном 2022. одржаном у Јуџину  од 15. јула до 25. јула седамнаести пут. Није учествовао на СП 2017. године. Представљао га је један атлетичар који се такмичио у трци на 100 метара.,
На овом првенству такмичар Сан Марино није освојио ниједну медаљу, нити је остварио неки резултат.

## Учесници
Мушкарци:
- Франческо Сансовини — 100 м

## Резултати

### Мушкарци
| Атлетичар           | Дисциплина | Лични рекорд | Предтакмичење | Предтакмичење | Квалификације | Квалификације | Полуфинале           | Полуфинале           | Финале               | Финале       | Детаљи |
| Атлетичар           | Дисциплина | Лични рекорд | Резултат      | Место         | Резултат      | Место         | Резултат             | Место                | Резултат             | Место        | Детаљи |
| ------------------- | ---------- | ------------ | ------------- | ------------- | ------------- | ------------- | -------------------- | -------------------- | -------------------- | ------------ | ------ |
| Франческо Сансовини | 100 м      | 10,47        | 10,67         | 3. у гр. 3 кв | 10,71         | 8. у гр. 1    | Није се квалификовао | Није се квалификовао | Није се квалификовао | 51 / 67 (71) |        |